# William J. Grayson

William J. Grayson

William John Grayson (* 2. November 1788 in Beaufort, South Carolina; † 4. Oktober 1863 in Newberry, South Carolina) war ein US-amerikanischer Politiker. Zwischen 1833 und 1837 vertrat er den Bundesstaat South Carolina im US-Repräsentantenhaus.

## Werdegang
Nach einer guten Grundschulausbildung absolvierte William Grayson im Jahr 1809 das South Carolina College, die heutige University of South Carolina in Columbia. Nach einem anschließenden Jurastudium und seiner im Jahr 1822 erfolgten Zulassung als Rechtsanwalt begann er in Beaufort in seinem neuen Beruf zu arbeiten. Gleichzeitig begann er auch eine politische Laufbahn. Zwischen 1813 und 1815 sowie nochmals von 1822 bis 1825 war er Abgeordneter im Repräsentantenhaus von South Carolina. Von 1826 bis 1831 gehörte Grayson dem Staatssenat an.
Anfang der 1830er Jahre kam es zwischen der Bundesregierung unter Präsident Andrew Jackson und dem Staat South Carolina zur sogenannten Nullifikationskrise. Dabei ging es um ein Einfuhrzollgesetz, das der Staat South Carolina ablehnte. In South Carolina erklärte man das Gesetz für nichtig. Man spielte sogar mit dem Gedanken, aus der Union auszutreten. Die Anhänger dieser Politik nannte man Nullifier. Zu ihnen zählte auch William Grayson. 1832 wurde er als deren Kandidat im zweiten Wahlbezirk von South Carolina in das US-Repräsentantenhaus in Washington, D.C. gewählt. Dort trat er am 4. März 1833 die Nachfolge von Robert Woodward Barnwell an. Zwischen 1833 und 1837 konnte Grayson zwei Legislaturperioden im Kongress absolvieren. Diese Zeit war von den Diskussionen um die Politik von Präsident Jackson geprägt.
Zwischen 1841 und 1853 war William Grayson Leiter der Zollbehörde im Hafen von Charleston. Danach zog er sich in den Ruhestand zurück, den er auf seiner Plantage verbrachte. In seinen letzten Lebensjahren betätigte er sich als Lyriker, unter anderem schrieb er für die „Southern Quarterly Review“. 1856 gab er den Gedichtband „The hireling and the slave, Chicora, and other poems“ heraus. William Grayson starb am 4. Oktober 1863 in Newberry.